# ČVUT Engineers Prague
ČVUT Engineers Prague je univerzitní hokejový tým reprezentující ČVUT v Praze. Od sezóny 2019/20 se pravidelně účastní Univerzitní ligy ledního hokeje (ULLH).  

## Historie
Klub byl založen v roce 2015 pod názvem Technika Praha. V prvních letech reprezentoval studenty ČVUT a VŠE, následně se přidala také ČZU.  
Již od sezóny 2015/16 hrál tým EUHL. Před sezónou 2017/18 se tým přejmenoval na Engineers Prague, jelikož všechny tři pražské univerzity spojuje studium, jehož vrcholem je titul inženýr.  
Před ročníkem 2019/20 vyměnil klub evropskou soutěž za českou ULLH. Tu hned v první sezóně dokázal opanovat, když mu byl, jakožto vítězi základní části, přisouzen mistrovský titul poté, co muselo být play-off zrušeno z důvodu pandemii covidu-19. Ke zlaté medaili tým doposud přidal ještě jednu stříbrnou, když ve finále ročníku 2022/23 podlehl 1:3 na zápasy plzeňským Akademikům.
Před sezónou 2023/24 před jméno klubu přibyla zkratka ČVUT, jelikož počínaje tímto ročníkem za Engineers hrají pouze studenti této vysoké školy.  
Prezidentem klubu je v současnosti Aleš Příhoda, trenérské duo tvoří Daniel Fuks a Daniel Kolář. Domácí utkání hrají Engineers na Zimním stadionu Hvězdy Praha v pražských Vokovicích. Klubové barvy jsou navy modrá, bílá a oranžová. Generálním partnerem klubu je společnost SII Czech Republic, hlavními partnery jsou Backbone, s.r.o. a Bühler Praha s.r.o. Klub dále mimo jiné spolupracuje se studentskými spolky na partnerských univerzitách a pravidelně se účastní studentských akcí.

## Historické názvy
- 2015 – Technika Praha
- 2017 – Engineers Prague
- 2023 – ČVUT Engineers Prague (České vysoké učení technické Engineers Prague)

## Statistiky

### Přehled ligové účasti

#### Stručný přehled
- 2015–2019: EULH
- 2019– : ULLH

#### Jednotlivé ročníky
| Evropa (2015-2019) |                        |                                         |                                         |                                                          |                                         |                                         |
| Ročník             | Soutěž                 | PK                                      | ZČ                                      | Play-off                                                 | Cel. um.                                | Pozn.                                   |
| 2015/2016          | EUHL                   | 10                                      | 6.                                      | Čtvrtfinále (prohra 1:2 na zápasy s UMB Bánská Bystrica) | 5.                                      |                                         |
| 2016/2017          | EUHL                   | 9                                       | 6.                                      | Čtvrtfinále (prohra 1:2 na zápasy s Academics Pilsen)    | 6.                                      |                                         |
| 2017/2018          | EUHL                   | 13                                      | 6.                                      | Čtvrtfinále (prohra 0:2 na zápasy s UK Praha)            | 5.                                      |                                         |
| 2018/2019          | EUHL (východní divize) | 12                                      | 5.                                      | Semifinále (prohra 0:2 na zápasy s Gladiators Trenčín)   | 4.                                      |                                         |
| Česko (2019-)      |                        |                                         |                                         |                                                          |                                         |                                         |
| Ročník             | Soutěž                 | PK                                      | ZČ                                      | Play-off                                                 | Cel. um.                                | Pozn.                                   |
| 2019/2020          | ULLH                   | 8                                       | 1.                                      | play-off zrušeno kvůli pandemii covidu-19                | 1.                                      |                                         |
| 2020/2021          | ULLH                   | sezóna zrušena kvůli pandemii covidu-19 | sezóna zrušena kvůli pandemii covidu-19 | sezóna zrušena kvůli pandemii covidu-19                  | sezóna zrušena kvůli pandemii covidu-19 | sezóna zrušena kvůli pandemii covidu-19 |
| 2021/2022          | ULLH                   | 10                                      | 3.                                      | Čtvrtfinále (prohra 1:2 na zápasy s Akademiky Plzeň)     | 5.                                      |                                         |
| 2022/2023          | ULLH                   | 10                                      | 1.                                      | Finále (prohra 1:3 na zápasy s Akademiky Plzeň)          | 2.                                      |                                         |
| 2023/2024          | ULLH                   | 9                                       | 2.                                      | Semifinále (prohra 0:2 na zápasy s Akademiky Plzeň)      | 4.                                      |                                         |
| 2024/2025          | ULLH                   | 12                                      | 2.                                      |                                                          |                                         |                                         |

## Úspěchy

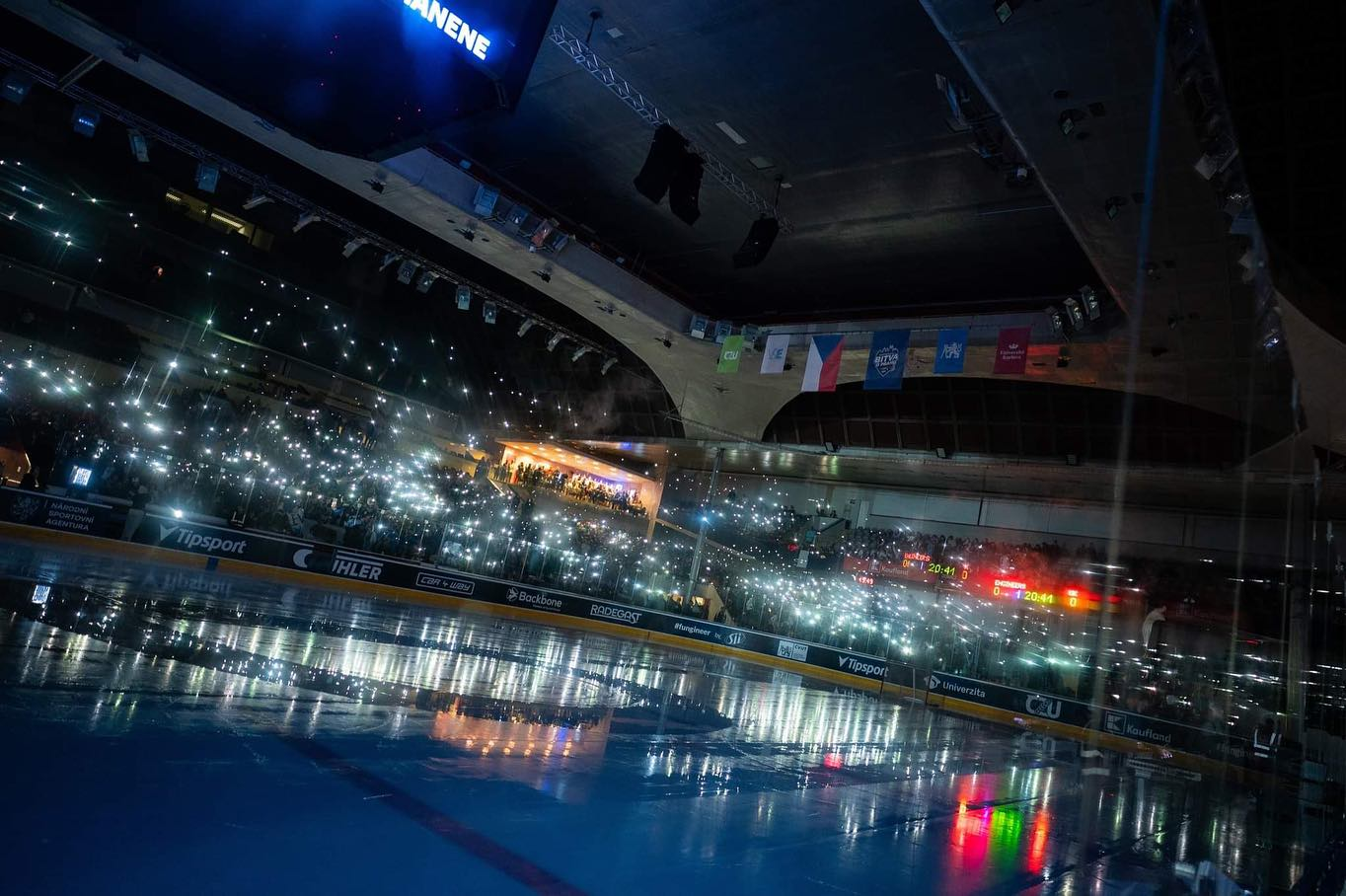
Bitva o Prahu 2023

- stříbrná medaile ze světového poháru univerzit v Pekingu, duben 2019[8][9]
- vítěz Univerzitní ligy ledního hokeje v sezóně 2019/2020
- vítěz základní část a vicemistr ULLH v sezóně 2022/2023
- tehdejší rekord návštěvnosti ULLH, Bitvu o Prahu 2023 sledovalo v holešovické Sportovní hale Fortuna 8854 diváků[10][11] (rekord překonán Bitvou o Prahu 2024, kterou navštívilo 9200 diváků)